# Tyne Bridge

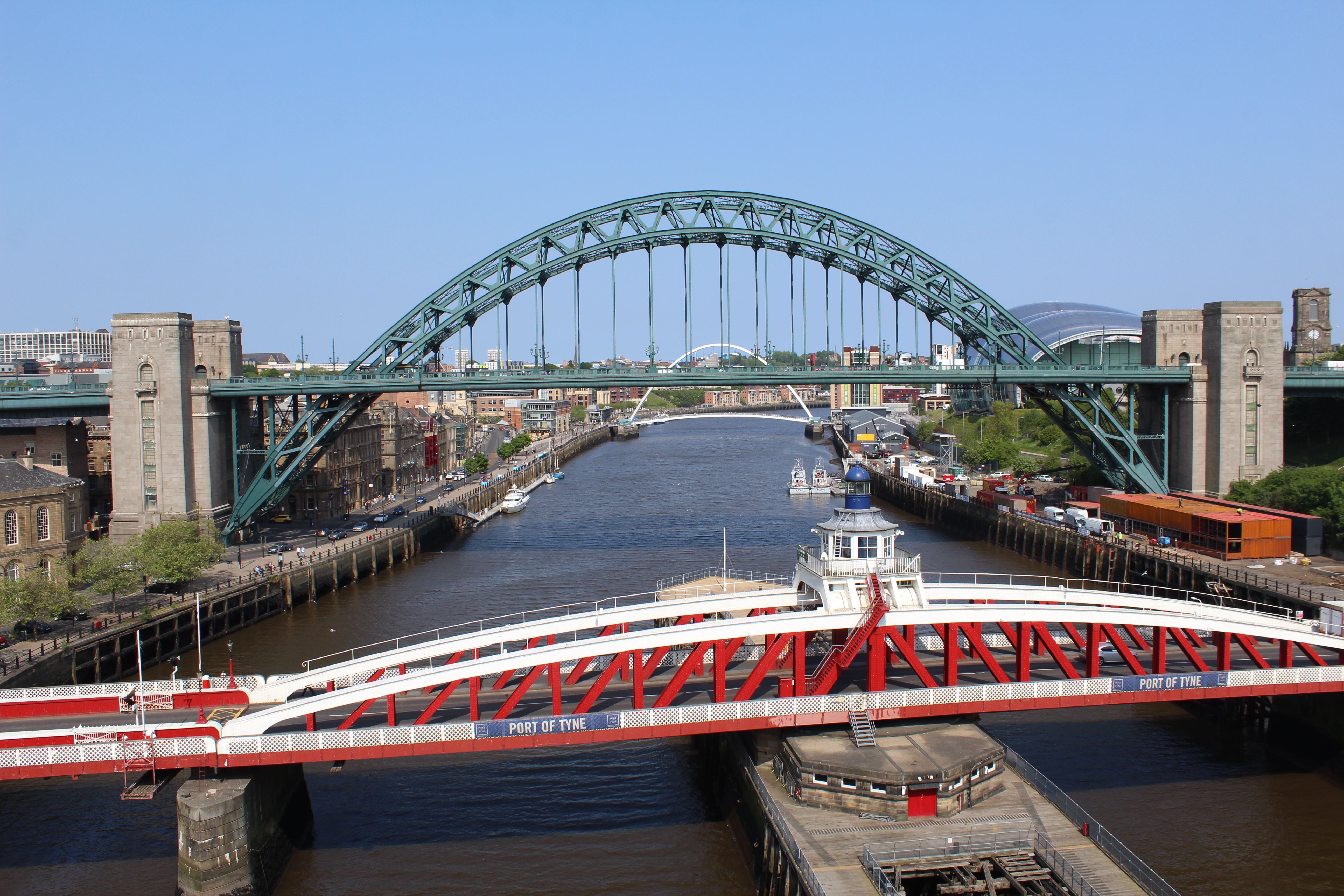
De Tyne Bridge met in de voorgrond de naastgelegen Swing Bridge uit 1876

De Tyne Bridge (Brug over de Tyne) is een stalen boogbrug over de rivier de Tyne, gelegen in Newcastle upon Tyne in Engeland. Koning George V opende de brug in 1928.
Op deze plaats hebben vanaf de Romeinse overheersing diverse bruggen gestaan. De totale lengte van deze brug bedraagt 389 meter.